# Faro Hornby
Il faro Hornby (in inglese: Hornby Lighthouse) è un faro situato all'imbocco della baia di Sydney in Australia.

## Storia
La costruzione del faro si rese necessaria per segnalare l'ingresso della baia di Sydney dopo due tragici naufragi, quello del Dunbar nel mese di agosto 1857 e quello del Catherine Adamson nel mese di ottobre dello stesso anno. I naufragi causarono, rispettivamente, la morte di 121 e 21 persone. Si decise quindi la costruzione del faro, progettato dall'architetto della colonia Alexander Dawson e ultimato nel 1858. La struttura venne aperta dal governatore William Denison, e così chiamata in onore della famiglia di sua moglie, Caroline Hornby.

## Descrizione
Il faro è composto da una torre a tronco di cono dipinta a bande verticali bianche e rosse.